# Сэбысь
Сэбысь (Собысь, Себысь, Тобыш) — река в Республике Коми России, протекает по территории муниципальных районов Печора, Сосногорск и Ижемского. Устье реки находится в 88 км по правому берегу реки Ижмы. Длина реки составляет 230 км, площадь водосборного бассейна — 4260 км².

## Притоки
Объекты перечислены по порядку от устья к истоку.
- 9 км: Расъёль
- 26 км: Седмес
- 31 км: Кутшпоза
- 77 км: Нырес (Нырыс)
- 88 км: река без названия
- 97 км: Никита Сотчемъю
- 104 км: Ягъёль
- 121 км: Кырнышъю
- 133 км: Гердьёль
- 142 км: Нижняя Сейю
- 144 км: Средняя Сейю
- 146 км: Верхняя Сёйю
- 151 км: Федь-Ёль
- 174 км: Нерца
- 181 км: Лёк-Ю
- 184 км: Арес
- 185 км: Гудыръю
- 189 км: Лун-Вож
- 217 км: река без названия

## Данные водного реестра
По данным государственного водного реестра России относится к Двинско-Печорскому бассейновому округу, водохозяйственный участок реки — Печора от впадения реки Уса до водомерного поста Усть-Цильма, речной подбассейн реки — Печора ниже впадения Усы. Речной бассейн реки — Печора.
Код объекта в государственном водном реестре — 03050300112103000077612.